# Chaetophora orthotrichoides
Chaetophora orthotrichoides là một loài Rêu trong họ Hookeriaceae. Loài này được (Raddi) Brid. mô tả khoa học đầu tiên năm 1827.